# Château de Rammenau
Le château de Rammenau (Schloß Rammenau) est un château baroque saxon situé à Rammenau, près de Bischofswerda dans l'arrondissement de Bautzen, à trente kilomètres au nord-est de Dresde. C'est l'un des plus beaux châteaux baroques de Saxe.

## Historique

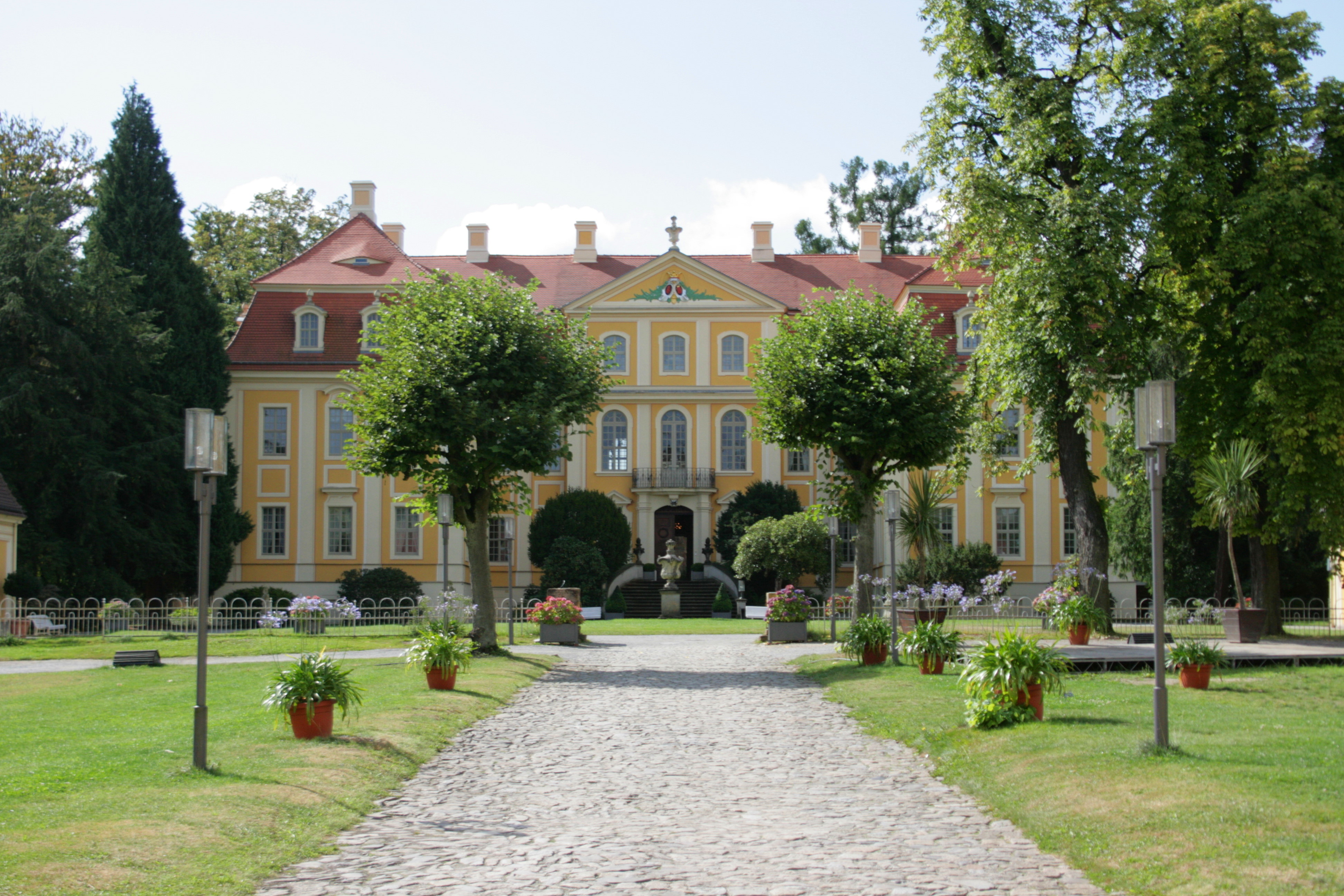
Façade d'honneur du château de Rammenau

Le domaine de Rammenau a été mentionné dans les documents écrits en 1597. Des familles successives de l'aristocratie saxonne en sont propriétaires comme les Ponickau, Staupitz, Kottwitz, et Seydewitz. Ces derniers vendent les terres en 1717 à Ernst Ferdinand von Knoch, chambellan d'Auguste le Fort. Il commande entre 1721 et 1731 à Johann Christoph Knöffel la construction d'un nouveau château de deux étages en un seul corps de bâtiment. Franz Joseph von Hoffmann est le propriétaire suivant, et son neveu, Johann Albericius von Hoffmann, conseiller secret à la cour de Saxe, en hérite en 1749. Il est fait comte d'Hoffmannsegg en 1779. Son fils, Johann Centurius von Hoffmannsegg, célèbre botaniste et entomologiste, vend le domaine et le château en 1794 à son beau-frère, le capitaine Friedrich von Kleist (de) (1746-1819). Celui-ci fait entièrement redécorer l'intérieur du château en style néoclassique et transforme le parc en jardin à l'anglaise. Johann Centurius von Hoffmansegg rachète le château en 1820, après la mort de son beau-frère.
Hans Curt Christoph Ernst von Posern achète le château à la famille Hoffmannsegg en 1879. Il est chambellan à la cour de Saxe. Sa veuve, née baronne von Humboldt (1853-1914), se remarie avec le général de cavalerie Eugen von Kirchbach (de), et sa fille, la comtesse von Helldorff (née von Posern), en hérite ensuite. Le château sert d'hôpital militaire pendant la Première Guerre mondiale. C'est à cette époque que le poète Börries von Münchhausen décrit les derniers propriétaires dans sa nouvelle, Le Posern vert, dans Doch was lebendig war.
Le château est réquisitionné par l'Armée rouge au printemps 1945 et la famille Helldorf expulsée. L'académie des beaux-arts de Dresde s'y installe en 1951 pour des sessions d'été et de séjour de maison de vacances. On y consacre une partie en 1961 dédiée à un musée Fichte et une autre à un musée sur l'histoire du château en 1967. Une cafétéria ouvre en 1968. Le château est restauré en 1948 et à l'époque de la RDA, mais les restaurations les plus importantes sont menées à partir des années 1990.
Le château appartient aujourd'hui à l'État libre de Saxe qui gère le château-musée. Des expositions régulières et des concerts y sont organisés.

## Galerie

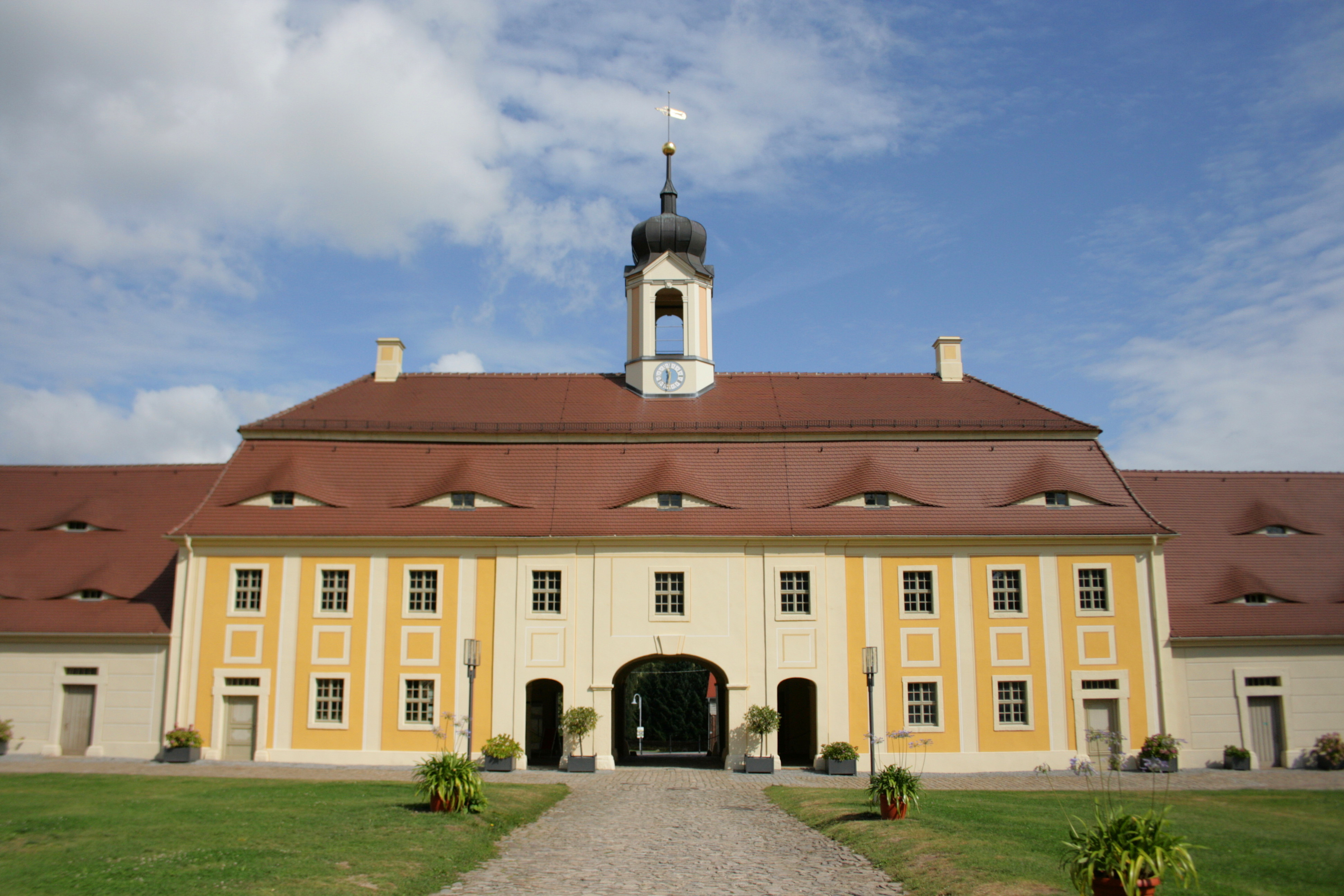
Entrée du château par la Torhaus
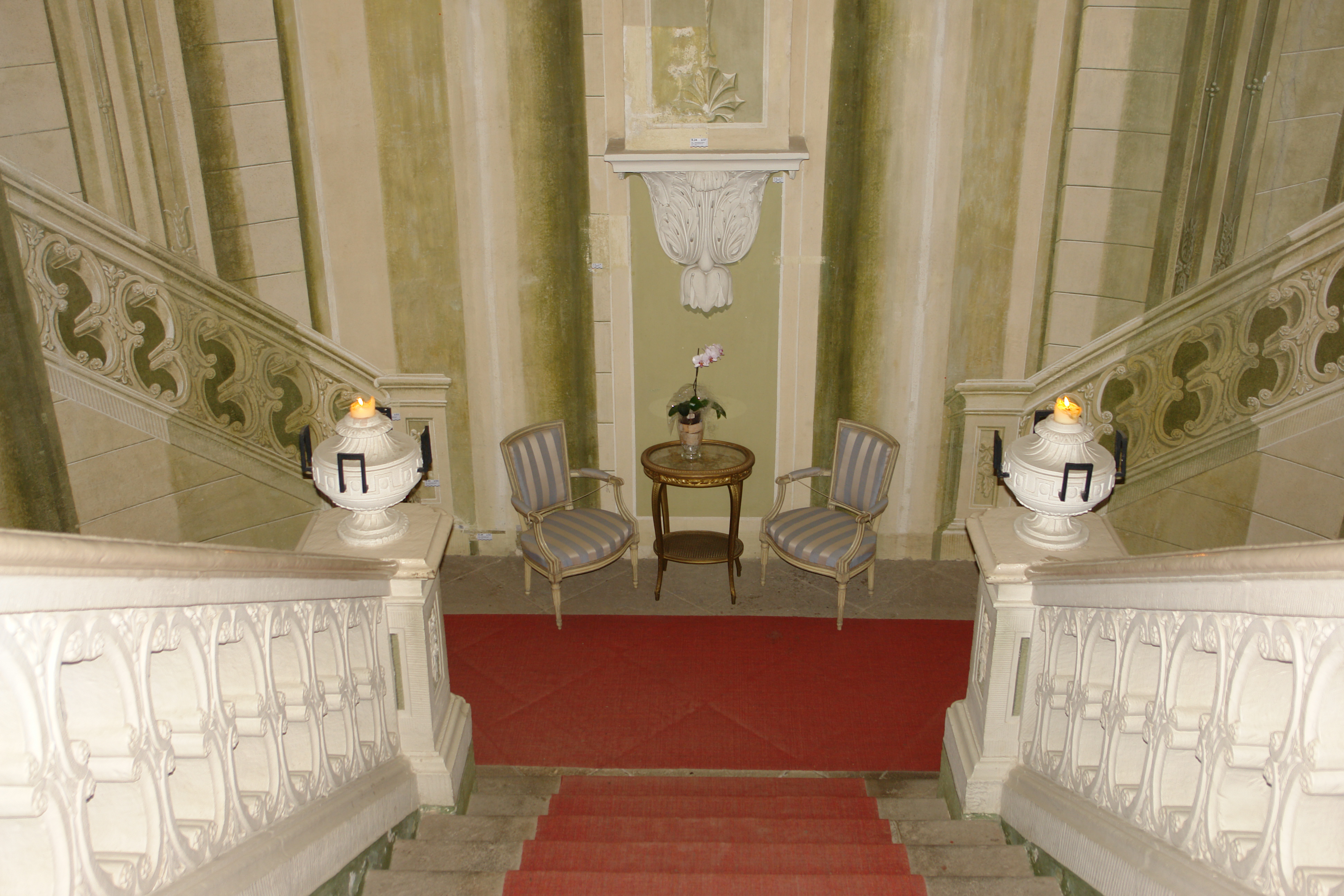
Escalier d'honneur et fresques
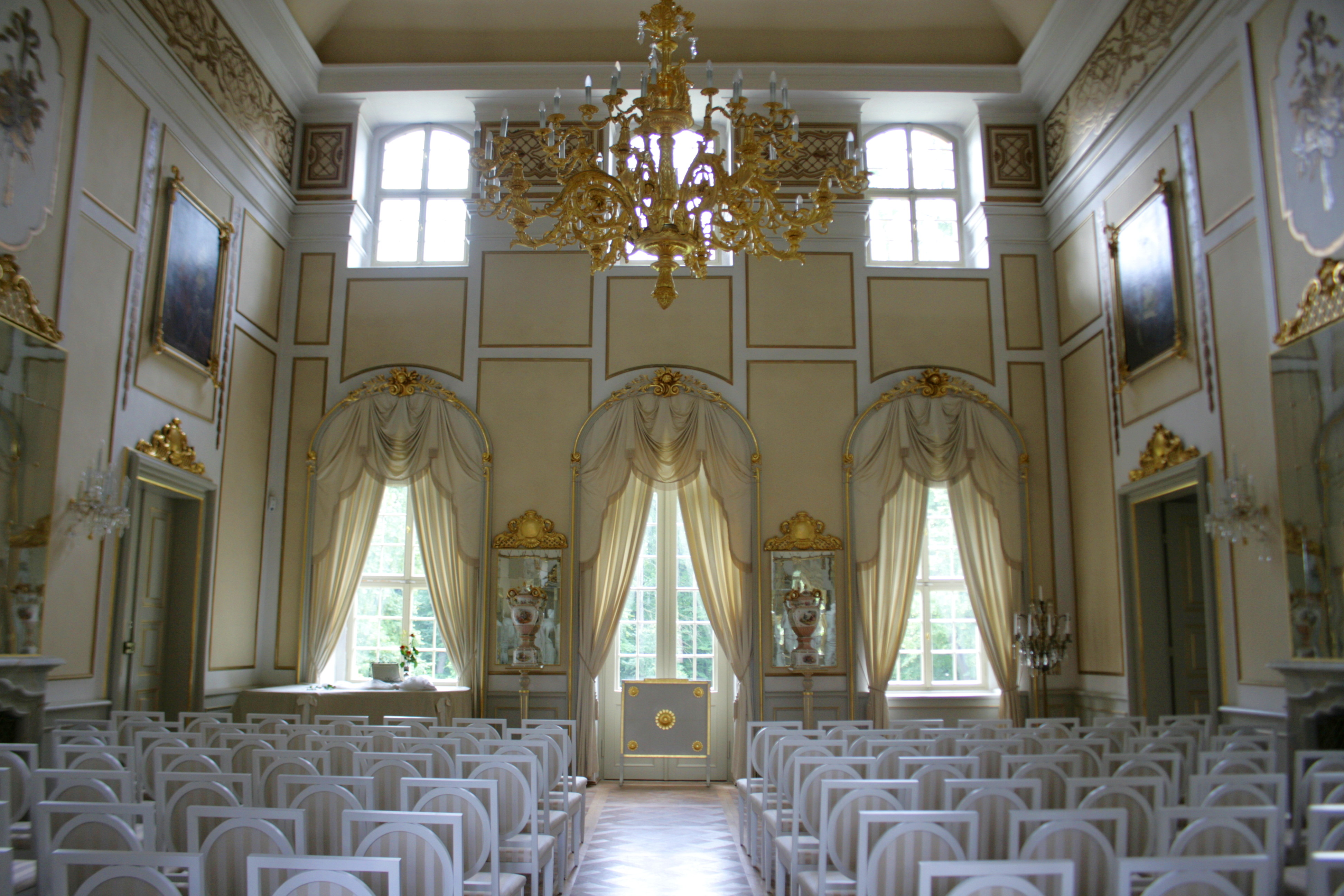
Salon des miroirs, où se donnent aujourd'hui des concerts
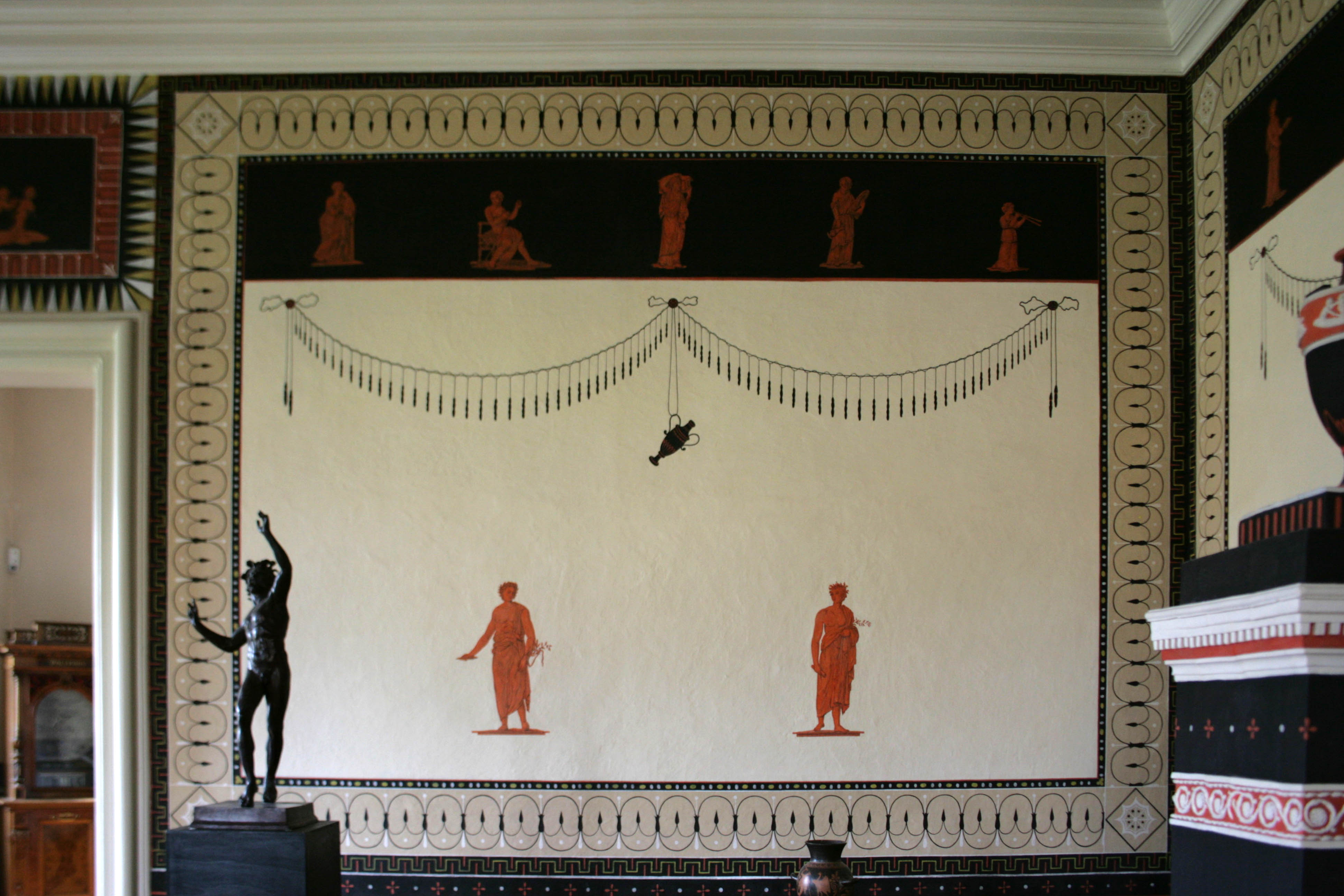
Chambre pompéienne
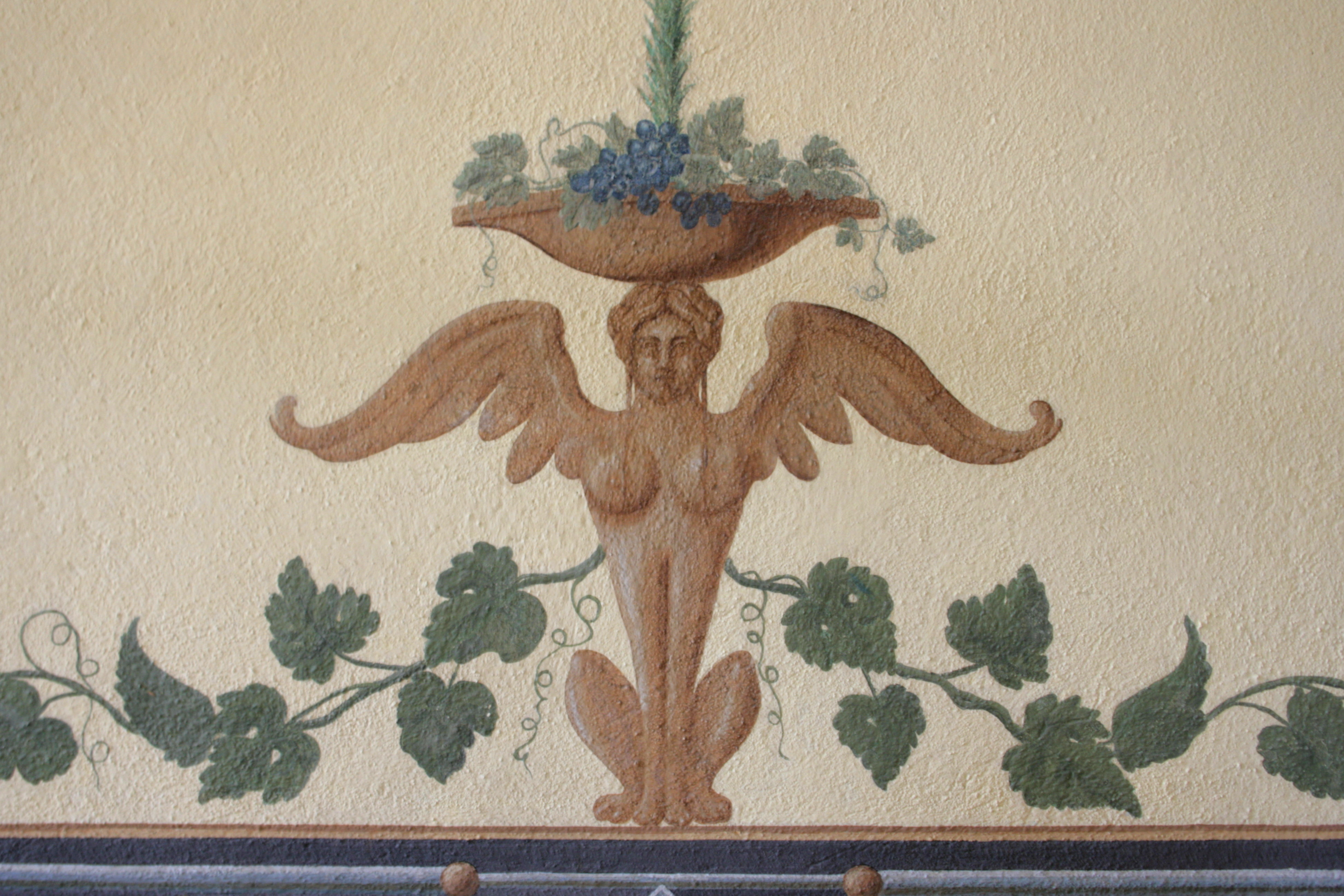
Détail d'un panneau mural avec sphinge et pampres
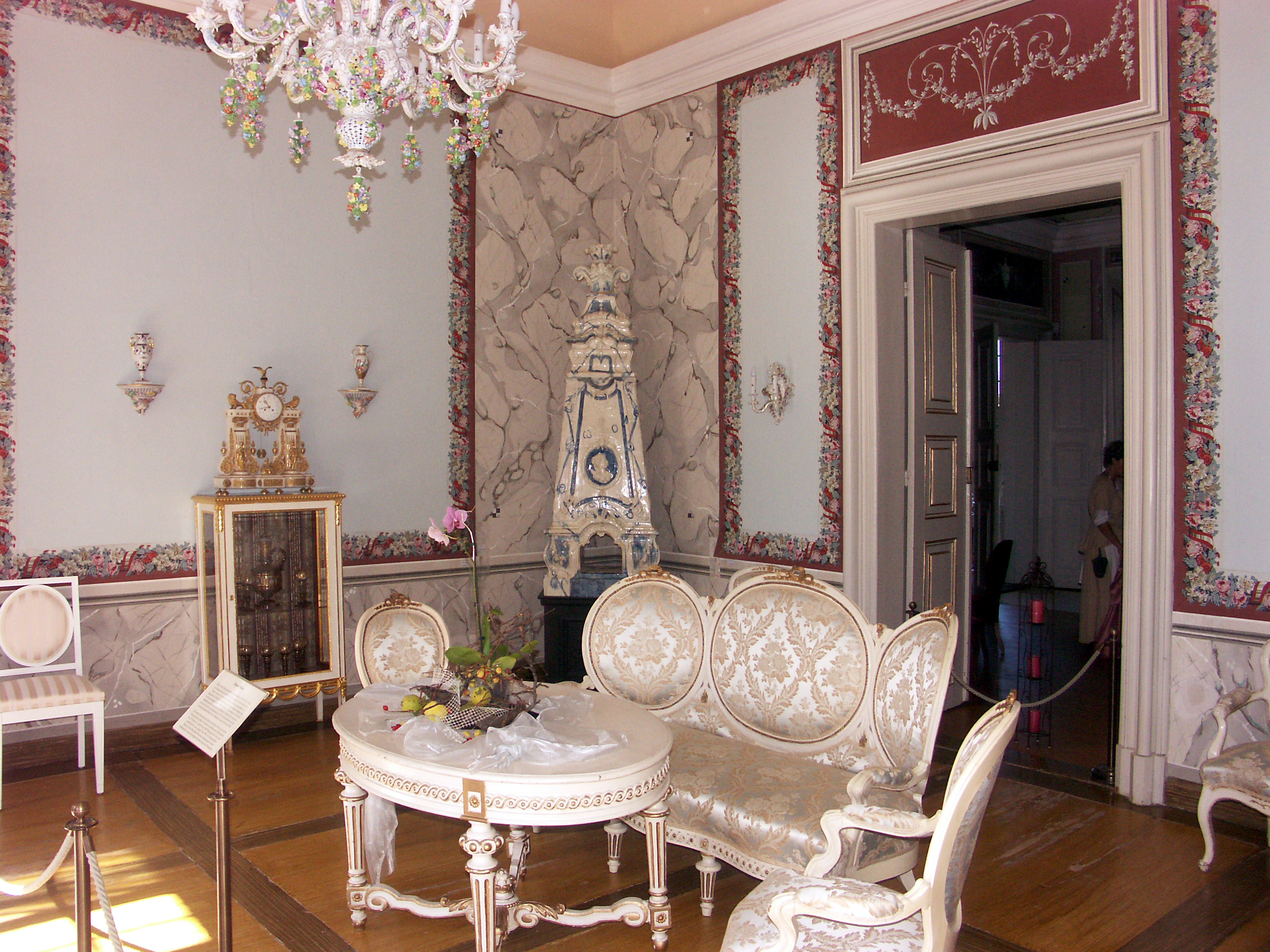
Salon bleu
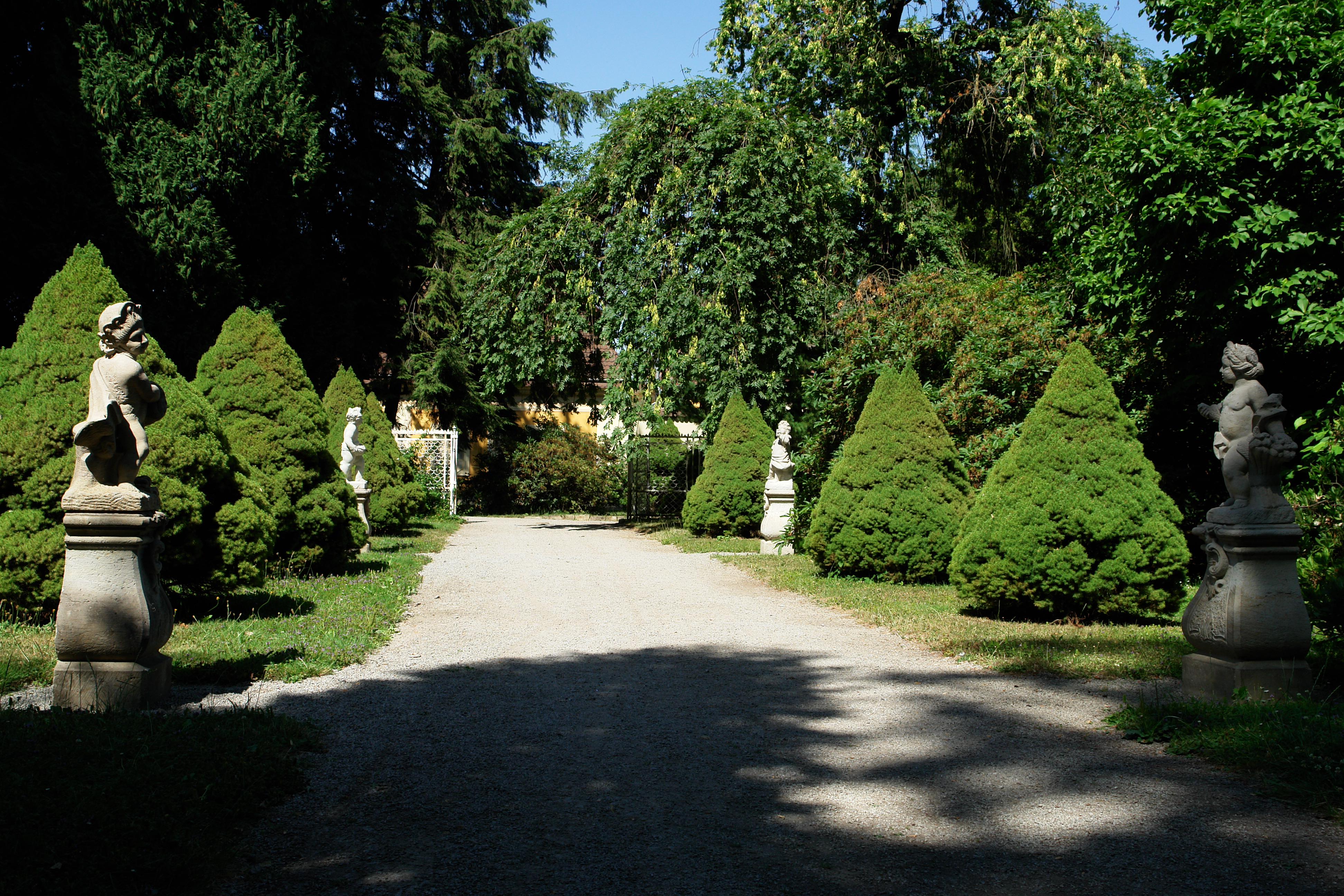
Une des allées du parc
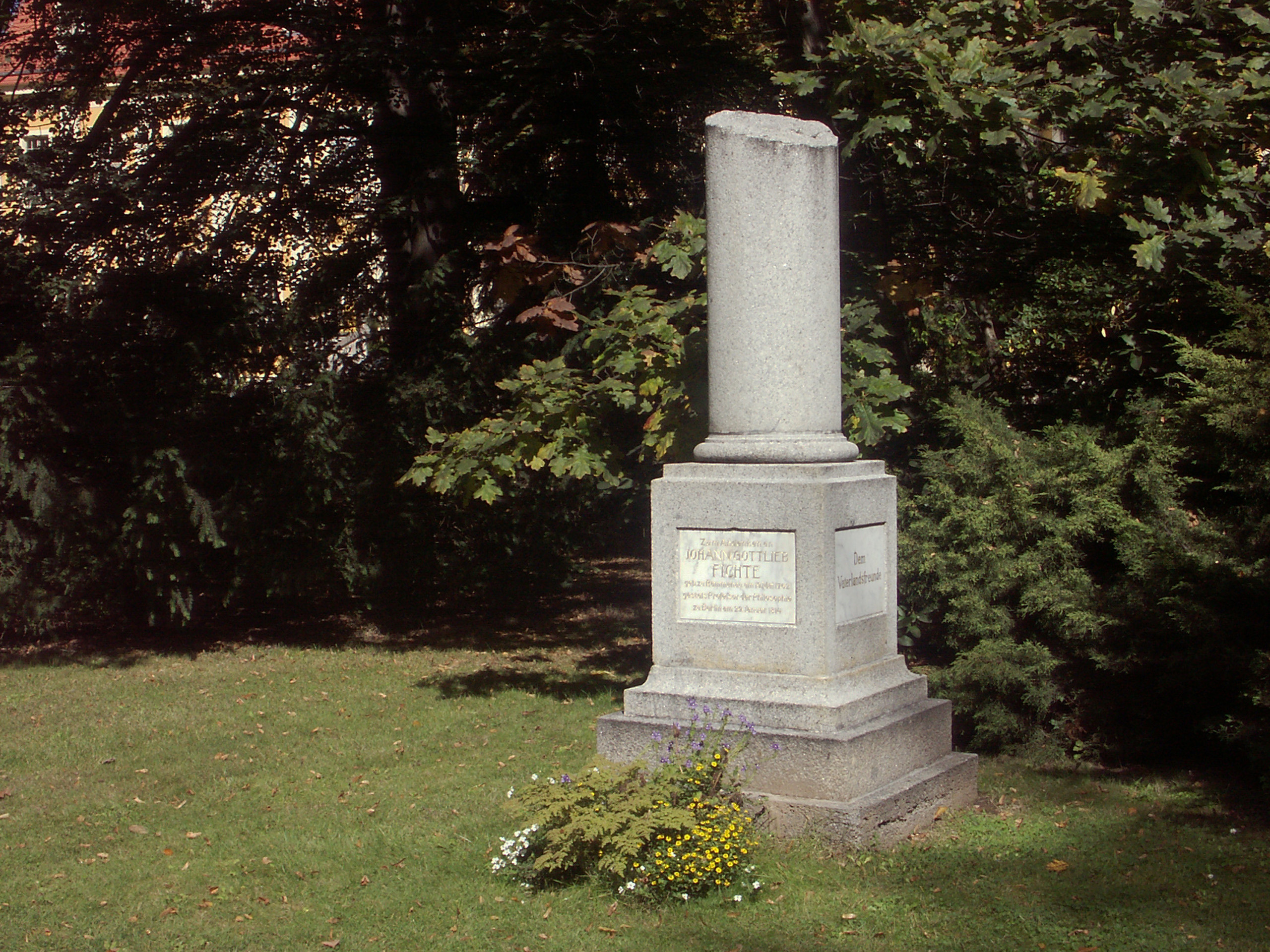
Monument à la mémoire de Fichte

## Description
On accède au château par la porte-cochère de la Torhaus, bâtiment d'entrée des communs, avec les anciennes écuries. La cour est fermée des deux côtés par les pavillons d'intendance (Kavalierhaus) au-delà desquels se trouve la cour d'honneur.
Le château auquel on accède par la cour d'honneur est un bâtiment baroque en trois parties à deux étages, avec une haute toiture à la Mansart. La façade d'honneur et la façade donnant sur le parc sont ornées en leur milieu par un avant-corps surmonté d'un fronton à la grecque avec les armes des comtes von Hoffmannsegg.
L'intérieur que l'on visite se distingue par des pièces, telles que la chambre chinoise et des salons ou chambres d'inspiration néoclassique, comme la chambre pompéienne, la chambre bulgare, la chambre d'or, etc. Au milieu se trouve le grand salon des miroirs.
Le parc à l'anglaise s'étend sur cinq hectares. Il est nommé parc Fichte depuis 1962 en l'honneur du philosophe qui est né à Rammenau. Une colonne lui est vouée en mémorial. Le parc, décoré de statues et de putti, abrite des essences rares, une fontaine avec des jeux d'eau, un lac.

## Source
- (de) Cet article est partiellement ou en totalité issu de l’article de Wikipédia en allemand intitulé « Schloss Rammenau » (voir la liste des auteurs).